# Fredi Alder

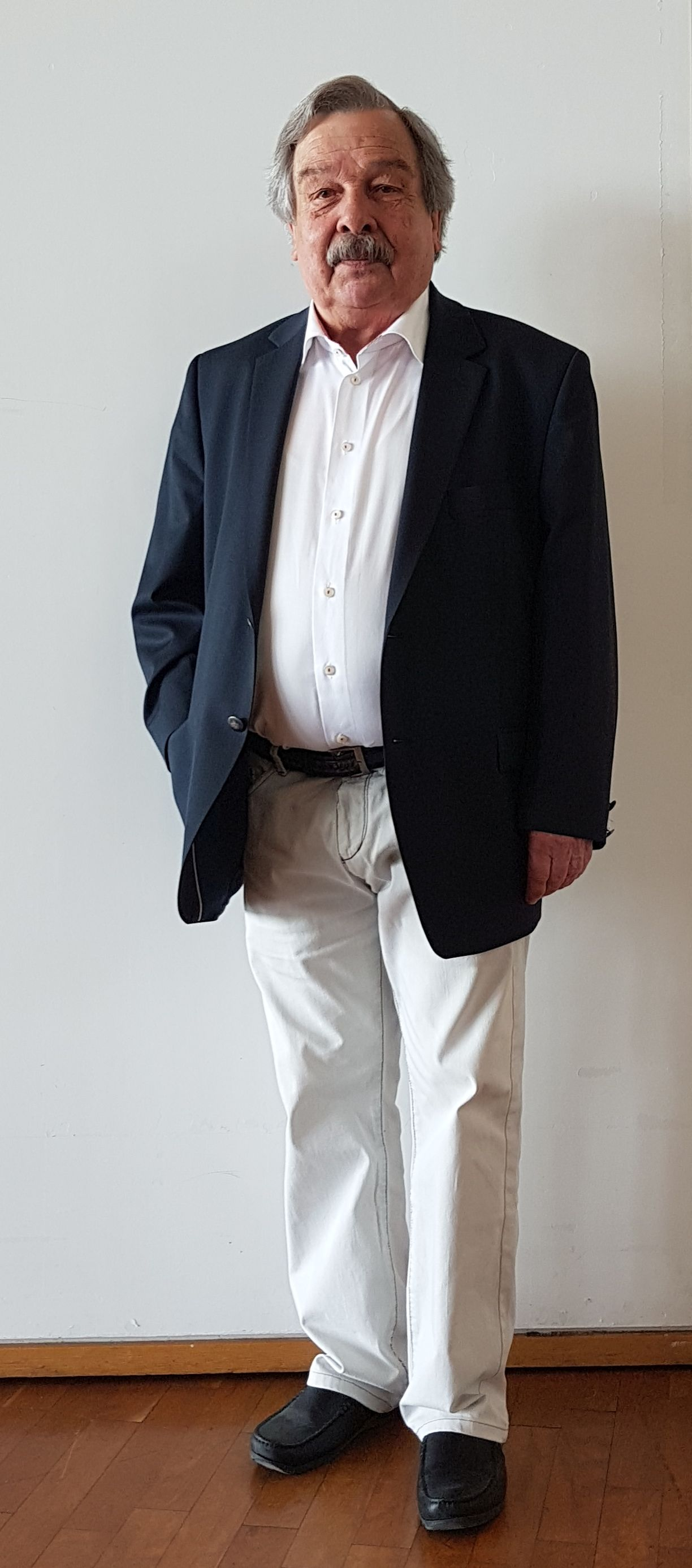
Fredi Alder (2019)

Fredi Alder (* 14. April 1943 in St. Gallen; † 26. August 2022) war ein Schweizer Politiker (SP) und Lehrer. Er war von 1995 bis 1999 Nationalrat des Kantons St. Gallen.

## Leben und berufliche Tätigkeit
Von 1960 bis 1964 erfolgte die Ausbildung zum Primarlehrer am Lehrerseminar Rorschach mit anschliessender berufsbegleitender Ausbildung zum Reallehrer. Von 1964 bis 1967 war Alder Reallehrer in Teufen im Kantons Appenzell Ausserrhoden.
Von 1967 bis 1973 studierte er an der Universität Zürich Psychologie, Pädagogik und Heilpädagogik. Von 1970 bis 1974 hatte er Teillehraufträge am Lehrerseminar in Rorschach und Liestal (Kantons Basel-Landschaft), am Hauswirtschaftslehrerseminar in St. Gallen und später in Gossau. Von 1974 bis 1996 war Alder Hauptlehrer in Pädagogik, Psychologie und allgemeine Didaktik am Arbeits- und Hauswirtschaftslehrerseminar, von 1996 bis 2007 Hauptlehrer in Psychologie, Pädagogik und Heilpädagogik am Lehrerseminar Rorschach und an der Kantonsschule am Burggraben in St. Gallen.
Alder war verheiratet, Vater von drei Töchtern und lebte in Rorschach.

## Politik
Alder begann seine politische Karriere von 1980 bis 1988 als Bezirksschulrat, war von 1988 bis 1995 Kantonsrat (Rechtspflegekommission) und von 1995 bis 1999 Nationalrat (Mitglied der sicherheitspolitischen Kommission).
Von 1975 bis zu seinem Tod war er Richter am Kreisgericht Rorschach und ab 2000 Mitglied des Präsidiums der Sozialistischen Bodensee-Internationale.